# Entomofagia de México

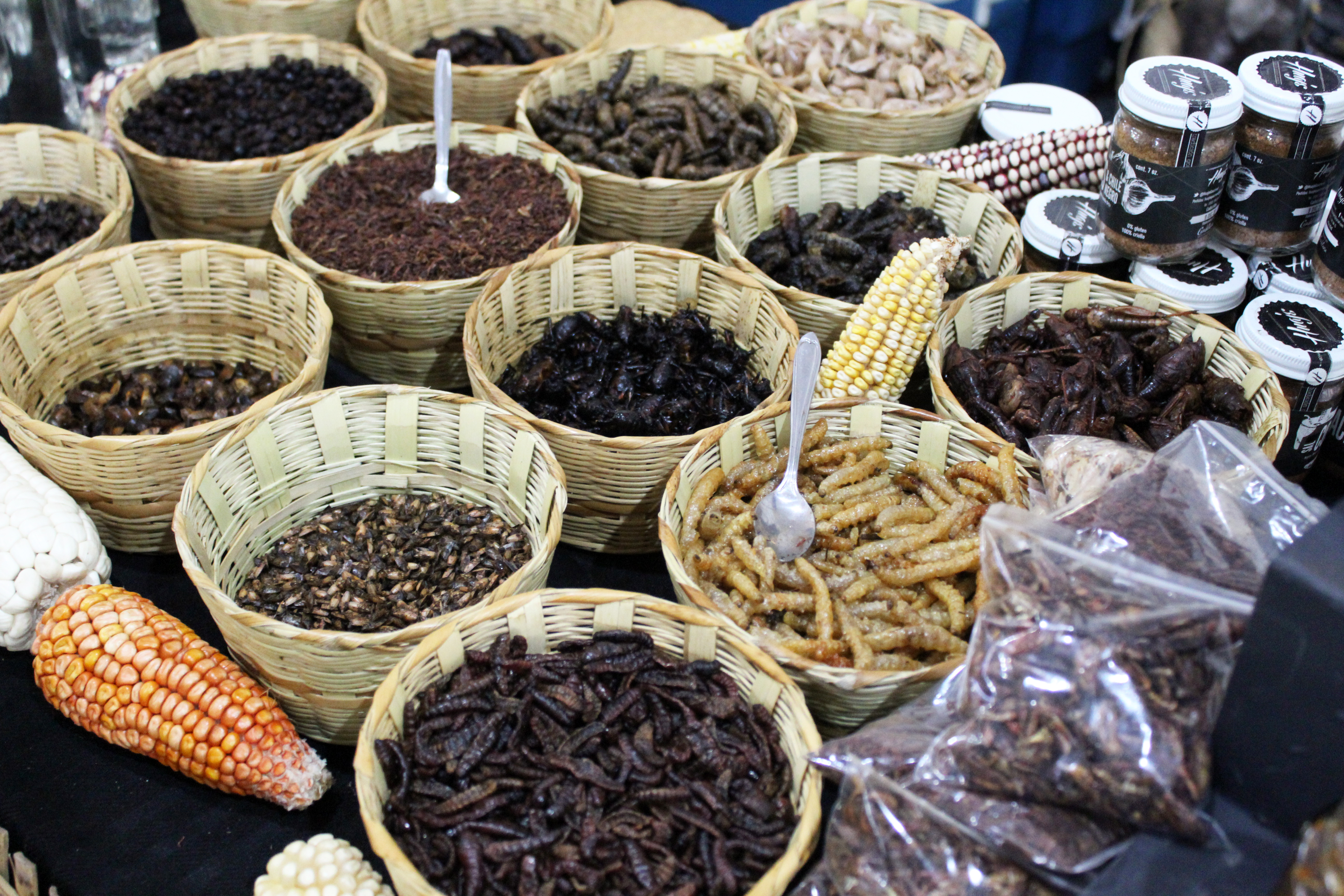
Diversos insectos comestibles en un mercado de México

La entomofagia de México se refiere a un conjunto de prácticas culinarias que involucran la preparación y el consumo de distintos tipos de insectos, como parte riqueza y diversidad de la gastronomía mexicana. Estas prácticas son comunes en las comunidades rurales e indígenas del país como parte de su cultura, sus tradiciones y costumbres, además, a lo largo de los milenios, las mismas han sido registradas desde la época prehispánica hasta la actualidad. 

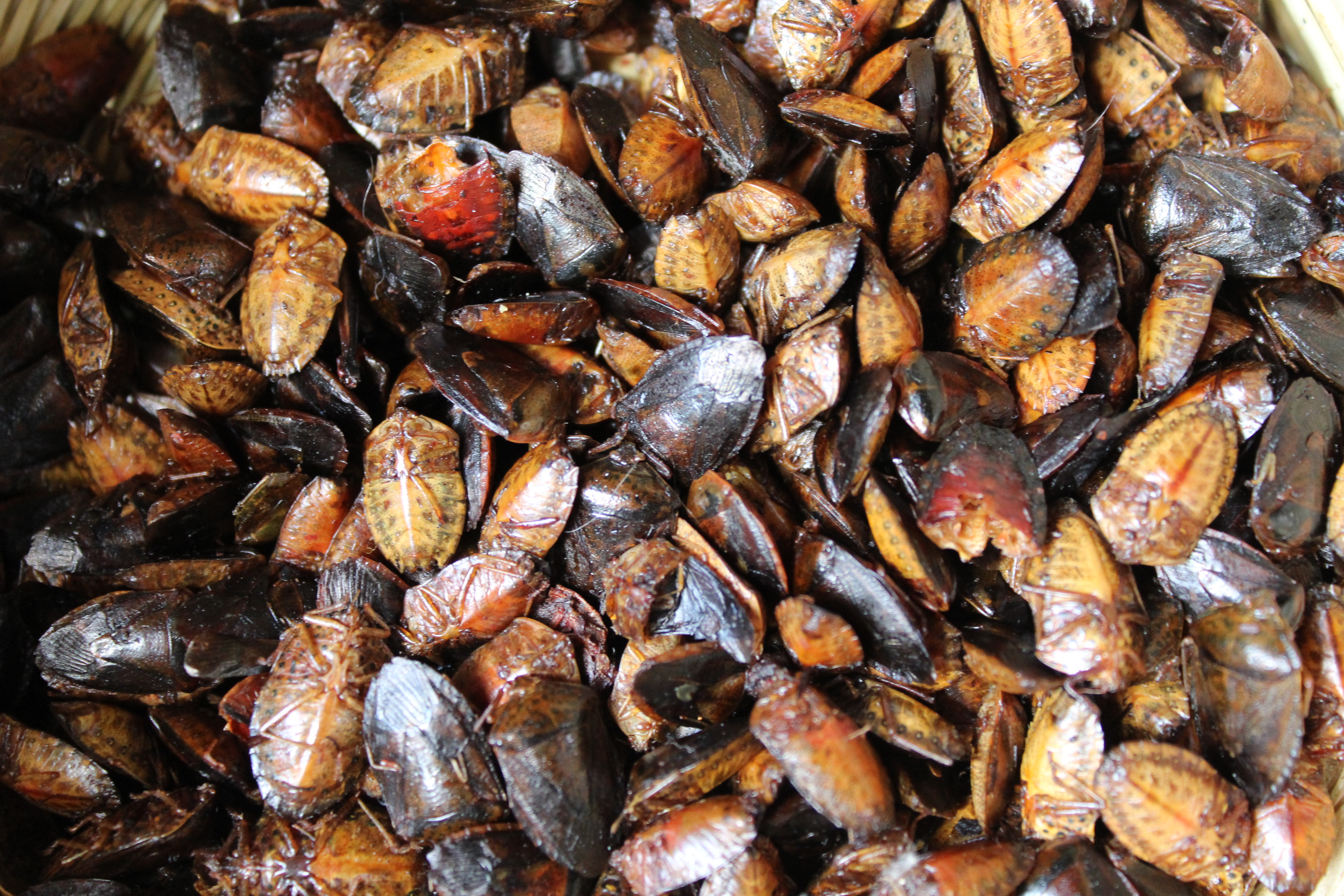
Insectos comestibles en México

## Historia

Fragmento del Códice Florentino donde se describe el uso de algunas especies de langostas, saltamontes y chapulines en la cocina local.

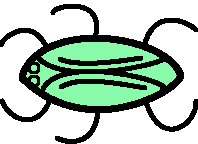
Glifo de un axayácatl, en el Códice Florentino.

Es muy posible que los insectos formaran parte de la dieta alimenticia humana desde épocas remotas, antes de que se desarrollaran herramientas para la caza y la agricultura. Evidencias de esta hipótesis se han encontrado en el análisis realizado a ciertos coprolitos en cuevas de México y Estados Unidos. 
Los insectos comestibles de México se han documentado desde la época prehispánica. Para los cronistas de la conquista y de las etapas iniciales de la colonización, la entomofagia fue un hecho que llamó poderosamente su atención. Un ejemplo de esto fueron registros en el Códice Florentino, escrito por Fray Bernardino de Sahagún, donde se describen 96 especies de insectos comestibles en ese entonces, mencionando, entre otros, los gusanos de maguey y del maíz, así como algunos insectos acuáticos, como el ocuiliztac, el atelepitz, el atopinan y el ahuihuilla. Otros testimonios precortesianos como el Códice Chimalpopoca, destacan la importancia de los insectos entre las culturas precolombinas no solo por ser alimento y fuente de recursos, sino también personajes relevantes en los mitos fundacionales. Así, por ejemplo, en los mitos mayas actuales del origen del maíz se explica la forma del cuerpo de la hormiga, animal que dio a conocer la planta, cuando fue atada por la cintura para que confesara dónde estaba ese grano un relato tseltal de Bachajón dice:

Así fue como el maíz apareció sobre la tierra. La gente vio una gran hormiga acarreando maíz. La gente le preguntó dónde lo había conseguido, pero la hormiga no contestaba. Entonces la amarraron por la mitad de su cuerpo, hasta que casi fue cortada en dos [...] la hormiga reveló que los granos de maíz estaban dentro de una roca [...].

En la cultura mexica con frecuencia se menciona a los insectos. Por ejemplo, se dice que Quetzalcóatl pedía exclusivamente sacrificios de mariposas y lagartijas. Las mariposas estaban vinculadas con la muerte en varias sociedades; incluso en la actualidad, para los huicholes estos insectos acompañan el ascenso del alma después de la muerte. En el Popol Vuh se encuentran referencias a los diferentes significados que tuvieron los insectos para los mayas. Entre las antiguas historias que se relatan las hormigas, por ejemplo, eran actores principales, cuyas intervenciones definían el desenlace del transcurrir de los dioses y los hombres:

Pero no supieron que las hormigas robaban lo que ellos guardaban. Iban por filas, cortando los arriates de flores, caminando con aquellas flores, que llevaban con sus pinzas, sobre los árboles. [...] Era una cosecha de flores la que cortaban las pinzas, de perfumes, la que transportaban las pinzas. Apresuradamente se llenaron los 4 jarrones de flores y estaban llenos al alba. Los mensajeros [...] tenían los cuatro jarrones llenos de flores, cuando se presentaron ante los rostros del jefe, de los jefes; éstos tomaron las flores, agradables de ver. Así fue vencido Xibalbá. Los engendrados no habían enviado sino hormigas. En una sola noche, las hormigas habían cogido las flores, las habían dado [a los engendrados] en los jarrones.

En diversas culturas mesoamericanas los insectos siempre se consideraron alimento, incluso delicia y formaron parte significativa de los tributos que los pueblos sojuzgados pagaban a los dominadores. Se sabe que la dieta de estos grupos era diversa, por lo que no resulta difícil concluir que la mayoría de las obras arquitectónicas y conocimientos que legaron, como las pirámides, los conocimientos astronómicos y matemáticos, necesariamente son creaciones de personas fuertes y bien alimentadas. Para aquellas culturas los insectos fueron un alimento altamente nutritivo y sabroso que podía prepararse de diferentes maneras; además, eran un recurso abundante y fácil de conseguir, que sus antepasados ya sabían aprovechar, por natural y renovable.

## Distribución

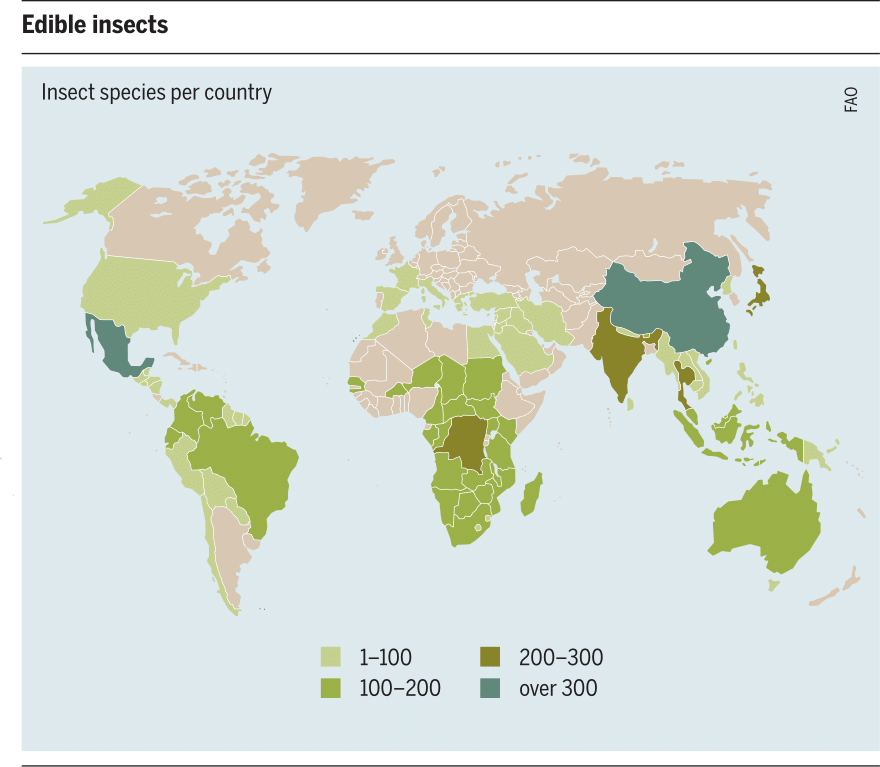
China y México son los países con la mayor cantidad de especies de insectos registrados como comestibles a nivel mundial, según la FAO (2014).

Según datos de la Organización de las Naciones Unidas para la Alimentación y la Agricultura, ONUAA (o FAO por sus siglas en inglés: Food and Agriculture Organization), se estima que el total de diferentes especies de insectos en todo el mundo (que puede llegar a varios millones) se consumen más de 1,900 especies de insectos comestibles. Algunas referencias presentan distintas cifras como 1,417 especies de insectos comestibles registradas, otras referencias mencionan 1,462 especies, 1,681 especies, 2,000 especies 2,086 especies, 2,100 especies, e incluso, se mencionan cerca de 2,141 especies de insectos comestibles registradas en el mundo. Así mismo, existen alrededor de 3,000 grupos étnicos en todo el mundo que practican la entomofagia.
Según la fuente que se consulte, a la fecha se han contabilizado entre 549 especies y 550 especies de insectos comestibles en el país (entre una tercera y cuarta parte de las especies de insectos registradas como comestibles del mundo) lo que lo convierte a México en el país del mundo en el que se ha documentado mayor variedad de especies de insectos comestibles consumidos y registrados.
La entomofagia en México se concentra especialmente en mayor medida en las regiones centrosur, oriente, sureste y suroeste del país en estados como Campeche, Chiapas, Ciudad de México, Estado de México, Guerrero, Hidalgo, Michoacán, Oaxaca, Puebla, Querétaro, Quintana Roo, Tabasco, Tlaxcala, Veracruz y Yucatán (destacando principalmente Chiapas, Estado de México, Hidalgo, Oaxaca y Veracruz), mientras que en el norte y el occidente de México se consumen en menor variedad, destacando Baja California, Chihuahua, Guanajuato, Durango, Jalisco, Nayarit, Tamaulipas, San Luis Potosí, Sonora y Zacatecas.

## Gastronomía moderna
La entomofagia era una práctica exclusiva de las clases populares rurales de los estados anteriormente mencionados. Hoy en día se ofrecen platillos preparados con insectos en restaurantes especializados y restaurantes de alta cocina mexicana. Sobre el tema Julieta Ramos-Elorduy y Blásquez (principal pionera en los estudios de los insectos como alimento en México) menciona:

[Las comunidades rurales e indígenas] conocen perfectamente o casi perfectamente los ciclos de vida, las temporadas en que aparecen, cómo prepararlos, cómo cocinarlos, como preservarlos y como almacenarlos.

Algunos de los insectos comestibles pueden ser consumidos en su forma natural (cruda o viva) ya que tienen un sabor agradable, sin embargo se recomienda cocinarlos puesto que son más deliciosos y pueden apreciarse mejor sus sabores. Se preparan tostados, asados, en tacos, en salsas, como aperitivo, como aditivos varios platos (por ejemplo, las pizzas o algunas ensaladas) o inmersos en caramelos transparente o con colores ambarinos. Incluso hay restaurantes en México que los sirven en omelettes. Los insectos comestibles en México se producen y consumen según la época del año de disponibilidad. En las grandes ciudades estos organismos se ofrecen en ocasiones, a precios altos tanto en restaurantes de alta cocina, como en puestos ambulantes y mercados locales.

## Insectos comestibles
A continuación se mencionarán algunos insectos comestibles de México de acuerdo a su orden, familias y géneros, sus nombres científicos, así como sus nombres coloquiales, vulgares, comunes y lingüísticos:

### Coleópteros (Coleoptera)
Las especies de este orden se les conoce comúnmente como botijas, escarabajos y gorgojos/picudos, principalmente.

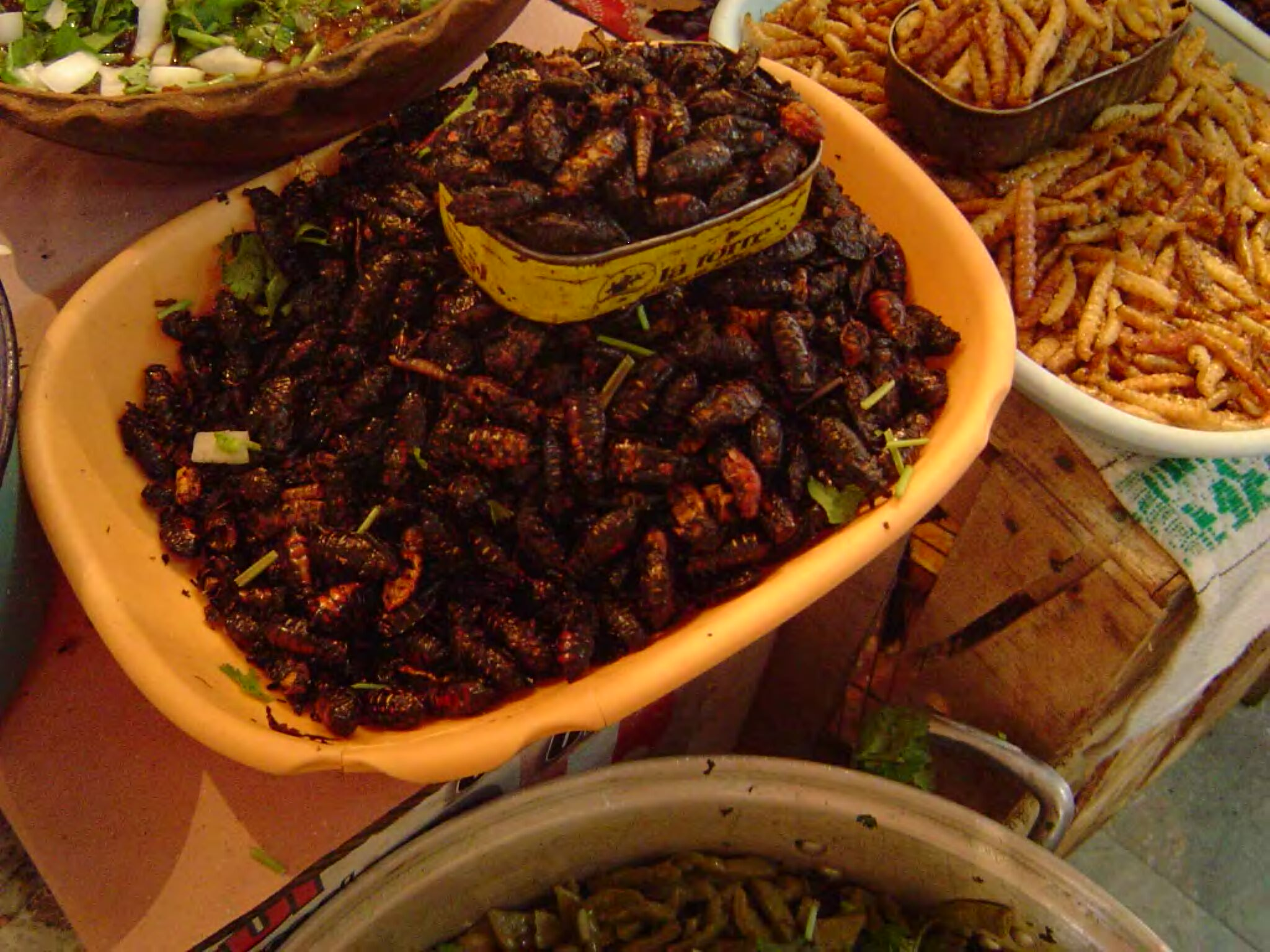
Chahuis en un mercado de Tula de Allende

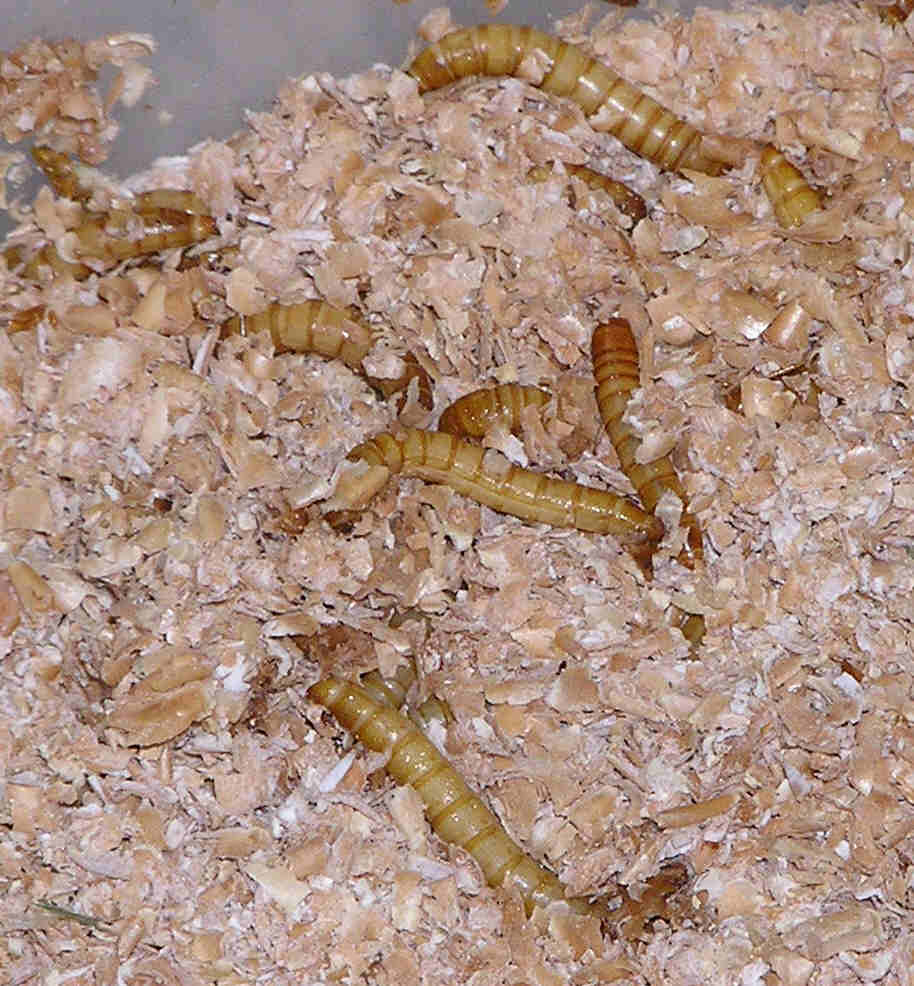
Gusanos de la harina en un contenedor de salvado

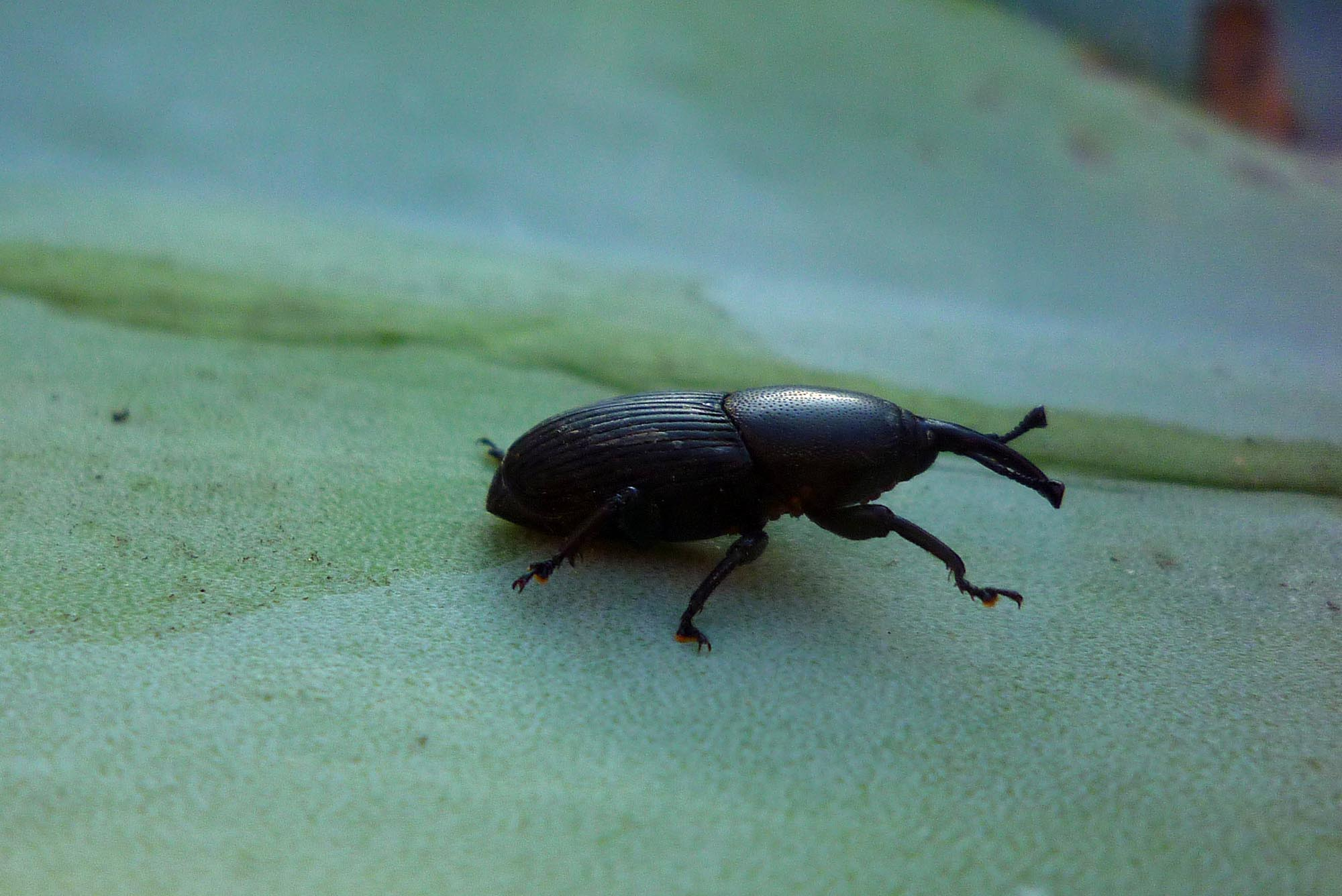
Picudo del maguey adulto

- Atelepitz (del náhuatl: Atelepitz ‘La semilla negra de una hierba comestible’‘atel, posesivo; pitzitl, semilla negra de una hierba comestible’) es el nombre común de un insecto de pantano de la familia Hydrophilidae y el género Tropisternus, especialmente: tinctus (Sharp, 1882).[21]
- Atopinan, atopina (del náhuatl: Atopinan o atopina ‘ídolo madre del agua’‘atl, agua; toptli, ídolo; mantli, madre’) o cucarachas de agua son los nombres comunes de unos insectos de la familia Dysticidae y el género Cybister, especialmente: explanatus (LeConte, 1852) y flavocinctus (Aubé, 1838).[22][23] Se consumen en todos sus estados de desarrollo.[21][24]
- Chahuis, shahuis, shawis, shahues, chagüis, xohues, xahuis, gusanos de los palos, escarabajos rinoceronte, escarabajo de cuernos largos, escarabajos longicornio, gallinas ciegas, titococos, titocos, canalejos o cuauhocuilin (del náhuatl: "gusanos de la madera") son nombres que hacen referencia a una variedad de 88 especies de escarabajos considerados como alimento para el ser humano.[25] Algunas son endémicas de los estados mexicanos de Puebla, Oaxaca y Veracruz, y comúnmente son escarabajos de las familias: Cerambycidae, Scarabaeidae, Melolonthidae y Passalidae. Así como los géneros Aplagiognathus, especialmente: spinosus (Newman, 1840); Arhophalus, especiamente: rusticus (Linnaeus, 1758); Callipogon, especialmente: barbatum (Fabricius, 1781); Derobrachus, especialmente: procerus, Thomson, 1860); Lagocheirus, especialmente: rogersii (Bates, 1880); Oileus, especialmente: rimator (Truqui, 1857); Melolontha (Fabricius, 1775);. Passalus, especialmente: insterstitialis (Eschscholtz, 1829), punctiger (Lepeletier & Audinet-Serville, 1828) y puntatostriatus (Percheron, 1835); Phyllopaga, especialmente: mexicana, Blanchard, 1851); Polyrhaphis (Audinet-Serville, 1835); Stenodontes, especialmente: cer. maxillosus (Drury, 1773)[26] y cer. molaria (Bates); Trichoderes, especialmente: pini (Chevrolat, 1843) y Xyloryctes, especialmente: corniger y ensifer, ambos por Bates, 1888 y furcata y furcatus, ambos por Burmeister, 1847, entre otros.[21][22][24][27][28][29][30]
- Cucarachitas es el nombre común de un tipo de insecto de la familia Dytiscidae y el género Rhantus, especialmente: atricolor (Aubé, 1838) y consimilis (Motschulsky, 1859). Se consumen en todos sus estados de desarrollo.[22][24]
- Escarabajos de la harina, gusanos de la harina o gusanos amarillos de la harina (Tenebrio molitor, Linnaeus, 1758) es conocido sobre todo por su forma larvaria, es una especie de insecto de la familia Tenebrionidae.
- Escarabajos tigre es el nombre común de 2 insectos de la familia Cicindelidae y el género Cicindela, especialmente las especies: curvata y roseiventris, ambos por Chevrolat, 1834. Se consumen en su forma larvaria pero con los adultos, se pueden macerar en agua y alcohol para crear una bebida fermentada y estimulante con una particular fragancias, tomada por los indios.[21]
- Gorgojo cigarrón, gusano del coyol o picudo negro de la palma (Rhynchophorus palmarum, Linnaeus, 1758) es una especie de insecto polífago de la familia Curculionidae y el género Rhynchophorus, originario de las zonas tropicales de América, actualmente distribuido mundialmente y considerado una plaga de cocoteros y palmeras. Se consumen en su forma larvaria.[21]
- Habas de agua es el nombre común de unos insectos la familia Dysticidae y el género Megadytes, especialmente la especie Megadytes giganteus (Laporte, 1835).[31] Se consume en todos sus estados de desarrollo.[22][24]
- Mayates, atepipitztli, majatl o ma’kech (Cotinis mutabilis, Gory y Percheron, 1881 y Megazopherus chilensis, Gray, 1832) son los nombres comunes de algunos escarabajos de las familias Scarabaeidae y Zopheridae, y los géneros Cotinis y Zopherus, que se consumen en su estado adulto y larval especialmente.[32]
- Metzonocuili (del náhuatl: Metzonocuili ‘Gusano de meollo del maguey’‘metzolli, meollo del maguey; ocuili, gusano’), picudos del Agave, picudos del maguey (Scyphophorus acupunctatus, Gyllenhaal, 1838) es una especie de insecto polífago de la familia Curculionidae, y el género Scyphophorus, propio de América.[21]
- Picudos del nopal son 2 especies de insectos polífagos de la familia Curculionidae y los géneros Cactophagus y Metamasius (Cactophagus spinolae, Champion & G.C., 1910 y Metamasius spinolae, Gyllenhal, 1838).[33][34]

### Dictiópteros (Dictyoptera)
| Nombre(s) común(es)                                                                                  | Descripción | Familia                                             | Género      | Especie                     | Estado(s) de desarrollo comestible(s) | Imagen(es) |
| --- | --- | --------------------------------------------------- | ----------- | --------------------------- | ------------------------------------- | ---------- |
| Las especies de este superorden se les conoce comúnmente como cucarachas y termitas, principalmente. | |                                                     |             |                             |                                       |            |
| - Comejenes - Termitas - Termes - Turiros                                                            | Son insectos gregarios del orden Blattodea, el suborden Blattoidea y el Infraorden Isoptera, cuyo consumo es popular en Michoacán. | - Termitoidea (superfamilia) - Termitidae (familia) | Macrotermes | falciger (Gerstäcker, 1891) | - Ninfas - Adultos                    |            |

### Dípteros (Diptera)
| Nombre(s) común(es)                                                                                             | Descripción | Familia                                                   | Género               | Especie                                                                   | Estado(s) de desarrollo comestible(s) | Imagen(es) |
| --- | --- | --------------------------------------------------------- | -------------------- | ------------------------------------------------------------------------- | ------------------------------------- | ---------- |
| Las especies de este orden se les conoce comúnmente como moscas, mosquitos (zancudos) y tábanos principalmente. | |                                                           |                      |                                                                           |                                       |            |
| Colas de ratón                                                                                                  | Son insectos consumidos en el Estado de México.                                                                                       | - Syrphoidea (superfamilia) - Syrphidae (familia)         | Eristalis            | stipator (Osten-Sacken, 1877)                                             | - Larvas - Pupas                      |            |
| Conópidos | Son insectos consumidos en el Estado de México.                                                                                       | - Conopoidea (superfamilia) - Conopidae (familia)         |                      |                                                                           | Larvas                                |            |
| Gusanos blancos                                                                                                 | Son insectos consumidos en el Estado de México.                                                                                       | - Stratiomyoidea (superfamilia) - Stratiomyidae (familia) | Hermetia             | aurata (Bellardi, 1859)                                                   | Larvas                                |            |
| Gusanos planos de maguey                                                                                        | Son consumidos en el centro de México.                                                                                                | - Syrphoidea (superfamilia) - Syrphidae (familia)         | Copestylum           | - anna (Williston, 1887) - haagii (Williston, 1867)                       | Larvas                                |            |
| - Moscas de las riberas - Ocuiliztac - Poxi                                                                     | Son insectos que, por lo general, se encuentran cerca de la costa de mares o de cuerpos de agua de menor tamaño como lagos y lagunas. | - Ephydroidea (superfamilia) - Ephydridae (familia)       | Ephydra (Hydropyrus) | - hians (Say, 1832) - gracilis (Packard, 1871) - mexicana (Cresson, 1934) | - Larvas - Pupas                      |            |
| - Moscas - Moscas domésticas                                                                                    | Es la mosca más común y habitual en la mayoría de los climas de la Tierra.                                                            | - Muscoidea (superfamilia) - Muscidae (familia)           | Musca                | domestica (Linnaeus, 1758)                                                | Larvas                                |            |

### Hemípteros (Hemiptera)
Las especies de este orden se les conoce comúnmente como chinches, saltahojas, cigarras y pulgones, principalmente.
En este caso, el orden Hemiptera tiene 2 subórdenes destacables: Homópteros (Homoptera) y Heterópteros (Heteroptera):

#### Homópteros (Homoptera)

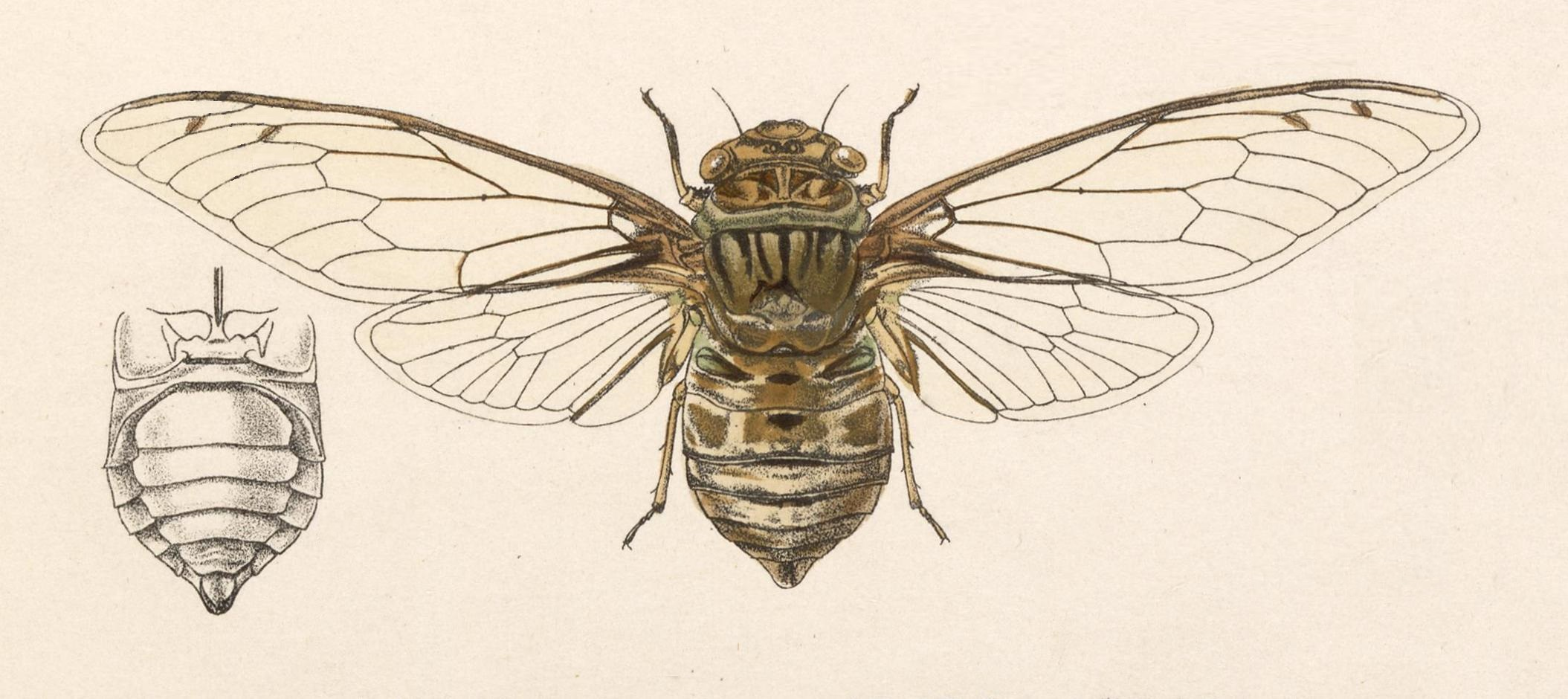
Cigarra común (Quesada gigas)

- Cigarras, chicharras, coyuyos, coyoyos, chiquilichis, tococos, cocoras, cocorrínes, cogollos, ñes, ñakyrã o totorrones, son insectos de la familia Cicadidae, que pueden vivir tanto en climas templados como tropicales. Las ninfas viven enterradas mientras que los adultos viven sobre vegetales. Se consumen en estado adulto las especies de los géneros Cicada, principalmente: (Tibicen) pruinosus (Say, 1825);[40] Odopoea, principalmente: montezuma (Distant, 1881), su sinónimo es Daza montezuma (Walker, 1850);[41] Proarna (Cacama), principalmente: maura (Distant, 1881) y Quesada (Tympanotermes), principalmente: gigas (Olivier, 1790) conocida comúnmente como cigarra común.[37]
- Cochinillas del carmín, cochinillas, granas cochinillas, cochinillas granas, o nocheztli[42]  son insectos parásitos cuyo huésped son las plantas de los géneros Opuntia y Cereus (nopales), perteneciente a la familia Dactylopiidae y al género Dactylopius, destacando: coccus (Costa, 1835), confusus (Cockerell, 1902), indicus (Green, 1908),[43] opuntia (Cockerell, 1929) y tomentosus (Lamark, 1801).[44] De estas especies se aprovechan el carmín y el ácido carmínico.[37]
- Periquitos, periquitos del aguacate o toritos, son los nombres dados a 3 especies de insectos de la familia Membracidae (Anthiante expansa,[45] Hoplophorion (Metcalfiella) monograma y Umbonia reclinata, las 3 especies por Germar, 1835). Son plaga de las plantas del género Persea (aguacates). Su consumo se da en el centro y el suroeste de México.[24][46]

#### Heterópteros (Heteroptera)

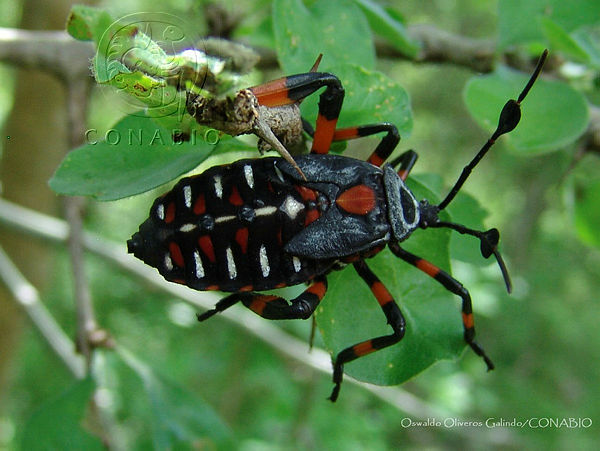
Chinche gigante del mezquite (Thasus gigas).

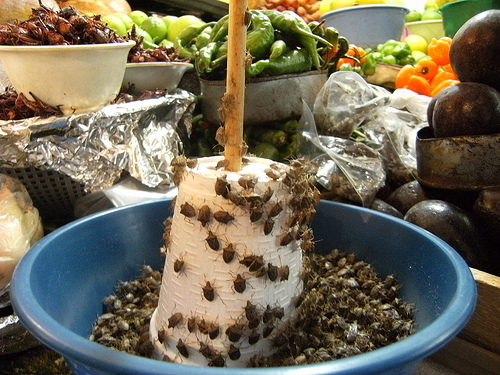
Jumiles vivos en un mercado de Taxco, Guerrero.

- Ahuautles (del náhuatl ahuautli o ahuahutli, o en su forma españolizada ahuautle o ahuahutle) es la hueva de un insecto llamado axayácatl (del náhuatl: ɑʃɑˈjɑkɑt͡ɬ, "ashayácatl"; la forma plural, ɑːʃɑʃɑˈjɑkɑt͡ɬ, "ashashayácatl", que no se ocupa en el habla cotidiana; y a su vez en idioma español: "la faz del agua" o "al ras del agua"), son los nombres genéricos con el que se conocen 8 especies de las familias Notonectidae y Corixidae y los géneros Corisella, destacando: edulis  (Champion, 1901), mercenaria (Say, 1832) y texcocana (Jacz);[47] Krizousacorixa, destacando: femorata (Guérin, 1857) y azteca (Jacz, 1931);[48] Graptocorixa, destacando: abdominalis (Say, 1832) y bimaculata (Guérin),[49]  y Notonecta, destacando: unifasciata (Guérin, 1857). Todas endémicas del Valle de México.
- Chinches acuáticas gigantes, cucarachones de agua, cucarachas de agua, escorpiones de agua, viejas del agua, ahuihuillas, ahuihuitlas o aneneztli, son insectos de las familias Belostomatidae y Nepidae, entre las especies encontramos algunas del género Abedus (principalmente: dilatatus, Say, 1832 y ovatus, Stål, 1862); Belostoma; y Nepa especialmente: cinerea (Linnaeus, 1758) que se les encuentra principalmente en charcas y corrientes de agua dulce.[24][33]
- Chinches gigantes del mezquite, gusanos del mezquite, chinches coloradas, cocopaches, chacas,[50] ya xä'u (idioma otomí), tantarrias, chagüis, xamues, xagües o xamuis son algunas especies de insectos de la familia Coreidae y de los géneros Pachylis, principalmente: hector (Stål, 1862),[37][51] conocido también como nervosus (Dallas, 1852)[52] y serus (Berg, 1881) también conocido como laticornis (Fabricius, 1798)[52][53] y Thasus, principalmente: acutangulus, Stål, 1859, gigas, Klug, 1835 y neocalifornicus, Brailovsky y Barrera, 1995. Se distribuye en matorrales de huizaches y mezquites en zonas áridas y calientes, y se alimenta de sus leguminosas.
- Jumiles, chumiles (del náhuatl xomilli o xotlinilli) o chinches de monte son los nombres dados a varias especies de insectos comestibles de la familia Pentatomidae de los géneros Edessa y Euschistus: Edessa conspersa (Stål, 1872),[54][55] Edessa cordifera (Walker, 1868)[37][56][57], Edessa montezuma (Distant, 1881)[37][55], Edessa mexicana (Stål, 1872)[37][55], Edessa petersii (Distant, 1881),[58] Euschistus egglestoni (Rolston, 1974), Euschistus lineatus (Walker, 1867),[59] Euschistus strennus (Stål, 1862), Euschistus (Atizies) taxcoensis (Ancona, 1932)[37][60][61] Euschistus sulcacitus (Rolston, 1971)[62], Euschistus sulfutus (Stål)[63] y Euschistus zopilotensis (Distant, 1893),[64] entre otros.

### Himenópteros (Hymenoptera)
Las especies de este orden se les conoce comúnmente como abejas, avispas y hormigas, principalmente.

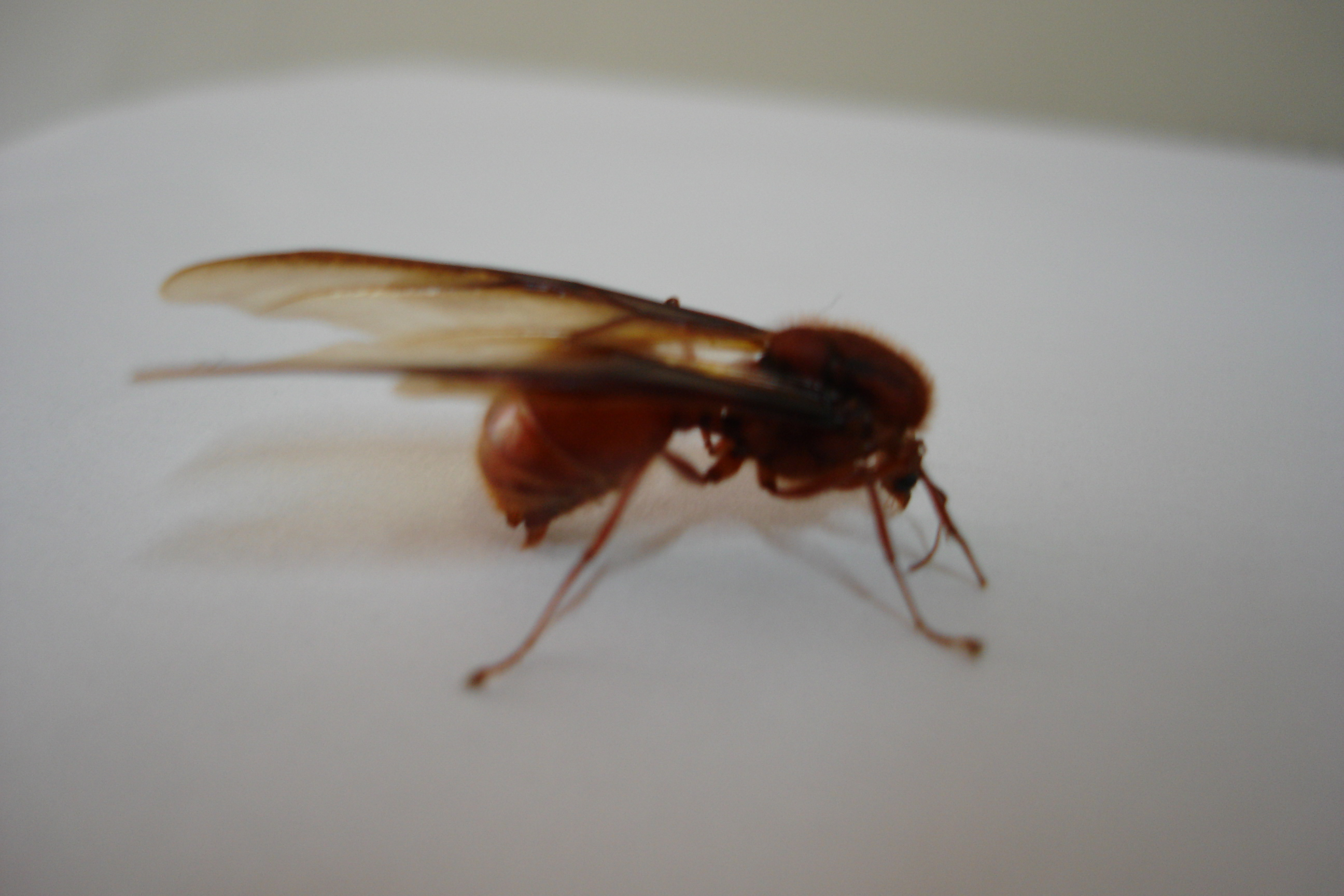
Chicatana (Atta laevigata), un insecto comestible típico de algunas regiones del sur de México.

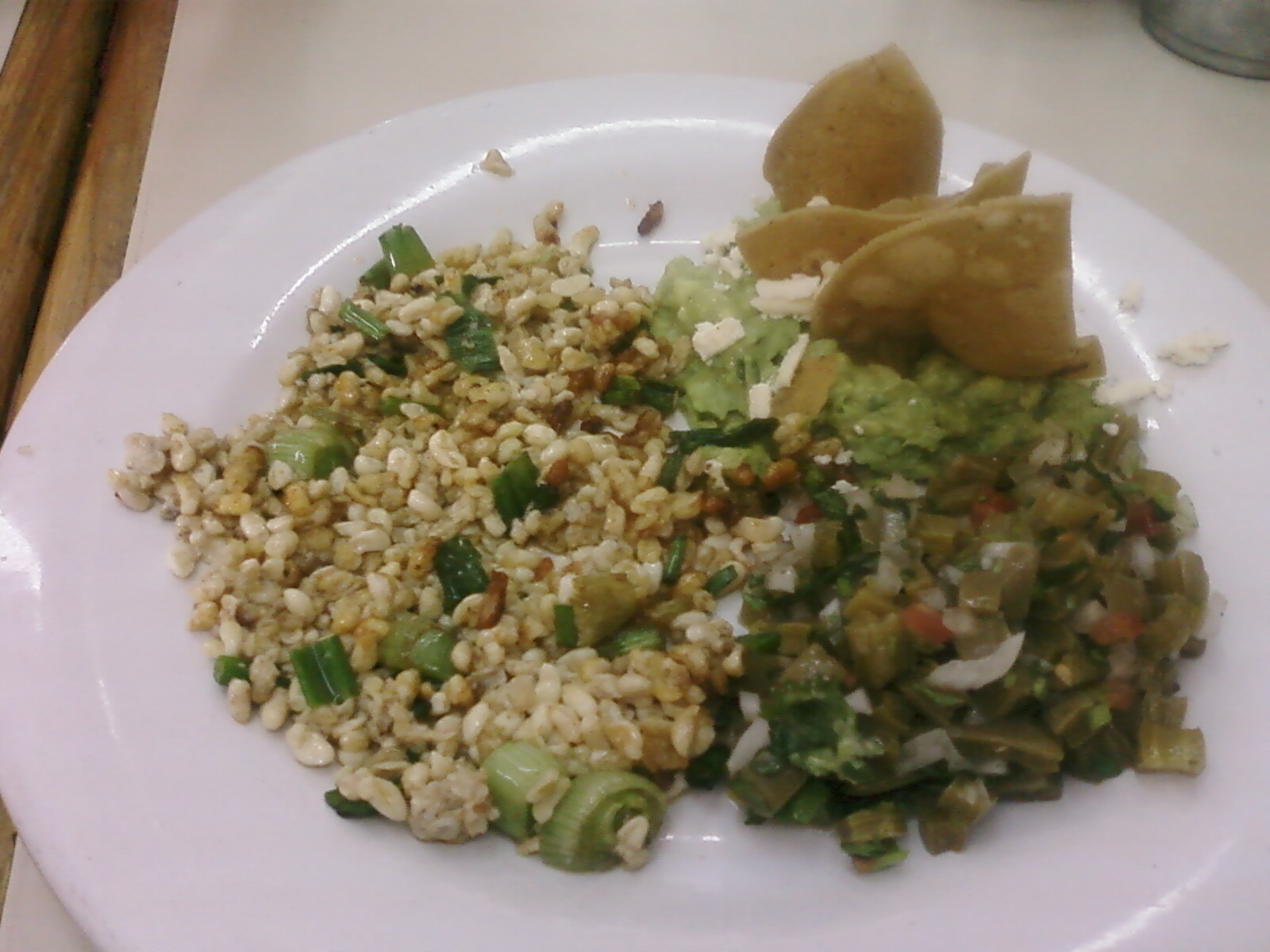
Plato de escamoles a la mantequilla

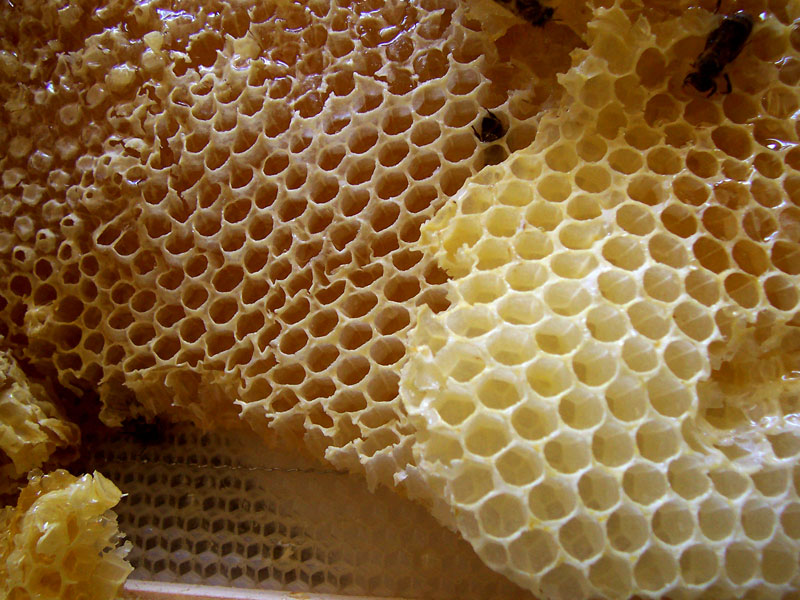
Panal mostrando celdas de cera prismáticas hexagonales en las que las abejas almacenan miel

- Abejas, abejas domésticas o abejas melíferas son insectos de la familia Apidae y el género Apis, especialmente Apis mellifera (Linnaeus, 1758). Es la especie de abeja con mayor distribución en el mundo. De este insecto se aprovecha especialmente su miel, jalea real, cera, entre otros productos (véase apicultura) así como sus huevos, larvas, pupas e incluso adultos.
- Abejas meliponas, abejas sin aguijón, moscas de la virgen, pipiol, pipiola, pipiioli[33] o xunán kab son nombres que hacen referencia a 3 especies de la familia Apidae, y los géneros Melipona, especialmente: beecheii (Bennett, 1831); Nannotrigona, especialmente: testaceicornis (Lepeletier, 1836); Plebeia; Scaptotrigona, especialmente: hellwegeri (Friese, 1900), mexicana (Guérin-Meneville, 1845) y pectoralis (Dalla Torre, 1896); y Trigona (Tetragonisca), especialmente: angustula (Latreille, 1811), cilipes (Fabricius, 1804), corbina (Cockerell, 1913), ferricauda (Cockerell, 1917),[65] fulviventris (Guérin-Méneville, 1845), fuscipennis (Friese, 1900), jaty (Smith, 1863),[66] nigerrima (Cresson, 1878),[67] nigra (Cresson, 1879)[68] y pallens (Fabricius, 1798), de los cuales se aprovechan tanto miel y cera (véase meliponicultura) como huevos, larvas y pupas.
- Abejorros, jicotes o xicotes, son los nombres comunes con los que se les conoce a las siguientes especies del género Bombus: medius, (Cresson, 1863), diligens (Smith, 1861)[69] y formosus (Smith, 1854). Se aprovechan especialmente en su estado adulto.
- Avispas coloradas, avispa guitarrilla, avispas rojas, avispas zapatonas o guachichil, son los nombres comunes de 3 especies de avispas de la familia Vespidae y el género Polistes (Apanilopterus): canadensis (Linnaeus, 1758), instabilis (Saussure, 1853) y major (Palisot de Beauvois, 1818). Se aprovechan desde los huevos, hasta los adultos.[33][37]
- Avispas de alas blancas o avispas trompa de burro, es un insecto de la familia Vespidae y el género Parachartergus, principalmente: apicalis (Fabricius, 1804). Se aprovechan desde los huevos hasta las pupas.[37]
- Avispas de franja blanca, avispas amarillas o avispas pardillas, son los nombres de unos insectos de la familia Vespidae y el género Mischocyttarus, especialmente: basimacula (Cameron, 1906), cubensis y mexicanus, ambos por (Saussure, 1854) y pallidipectus (Smith, 1857). Se aprovechan desde los huevos, hasta los adultos.[24][37]
- Avispas melíferas, entre ellas destacan los géneros Brachygastra: azteca (Saussure, 1857) conocida comúnmente como ek, lecheguana, (Latreille, 1824), conocida comúnmente como avispa lechiguana, y mellifica (Say, 1837) conocida comúnmente como avispa castilla o avispa mexicana de la miel; Polybia (Mirametra): diguetana (Buysson, 1905) conocida comúnmente como avispa de enero, occidentalis (Olivier, 1791), de esta especie destacan 2 subespecies: occidentalis bohemani (Holmgren, 1868)[70] y occidentalis nigratella (Buysson, 1905)[71] conocidas comúnmente como avispas de panal grande, avispas negras, camoati, camuatí o camachui, parvulina (Richards, 1970) conocida comúnmente como avispa campanera y; Vespula: canadensis (R.) conocida comúnmente como avispón de tierra y squamosa (Drury, 1770) conocida comúnmente como avispa de tierra o avispa amarilla de tierra. Todas las especies pertenecen a la familia Vespidae, de estos insectos se aprovecha especialmente su miel aunque también se aprovechan, huevos, larvas y pupas, especialmente en los estados de Chiapas, Hidalgo y Oaxaca.[29][33][37]
- Chicatanas (del náhuatl tzicatanah "hormiga con bolsa"), hormigas arrieras, hormigas cortadoras, hormigas campestres, akuán ndego’ (en áreas tlapanecas), tepeoani, cachorras, chancharras, chicantanas, chícateras, cuatalatas, jibijoas, mochomos, monchonas, parasoles, quiss, shícateras, sontetas, tzicateras y tzicatl. La diversidad de nombres para esta hormiga en Chiapas es grande: Nokú, nucú y bitú, según se trate de hembra y macho, respectivamente (en las zonas zoques, como la capital Tuxtla Gutiérrez), zompopo, zompope, sampopo (en Soconusco y otros muchos lugares en Centroamérica), tzim-tzim (en Comitán), tzín-tzín, tzitzin, cocox, cocosh (en Ocosingo), xanix, shanish (en Chanal), xinix, shinish (en Huixtán), makash, macash (en la Frontera Comalapa), tisís (en San Cristóbal) o nakasmá (en Chiapa de Corzo). Son los nombres que se les dan a las hormigas Atta cephalotes (Linnaeus, 1758) y Atta mexicana (Smith, 1858) de la familia Formicidae, y la subfamilia Myrmicinae.
- Escamoles (del náhuatl azcatl, "hormiga", y molli, "guiso"), iujis (en Michoacán), guijes, huigues (en el Estado de México),[72] chiquereyes o maicitos, son huevos y larvas de hormiga que pueden encontrarse de manera silvestre en lugares áridos o boscosos, predomina la hormiga güijera o escamolera (Liometopum apiculatum, Mayr, 1870, Liometopum occidentale, Emery, 1895 y Liometopum occidentale luctuosum, Wheeler, 1905), pertenecientes a la familia Formicidae y la subfamilia a la Dolichoderinae, endémicas de Norteamérica.
- Hormigas cosechadoras rojas u hormigas coloradas son los nombres comunes de unos insectos de la familia Formicidae y el género Pogonomyrmex, especialmente: barbatus (Smith, 1858), de la cual se consumen las larvas, las pupas e incluso adultos.[24]
- Hormigas de miel, hormigas mieleras, vejiguitas y vinguitos (Myrmecocystus mexicanus, Wesmael, 1838 y Myrmecocystus melliger, Forel, 1886) son nombres dados a 2 especies de hormigas de la familia Formicidae y el género Myrmecocystus, que se caracterizan por su capacidad de almacenar néctar en su abdomen. Las especies de hormigas mieleras, se encuentran en las regiones secas y cálidas del planeta, especialmente en México.

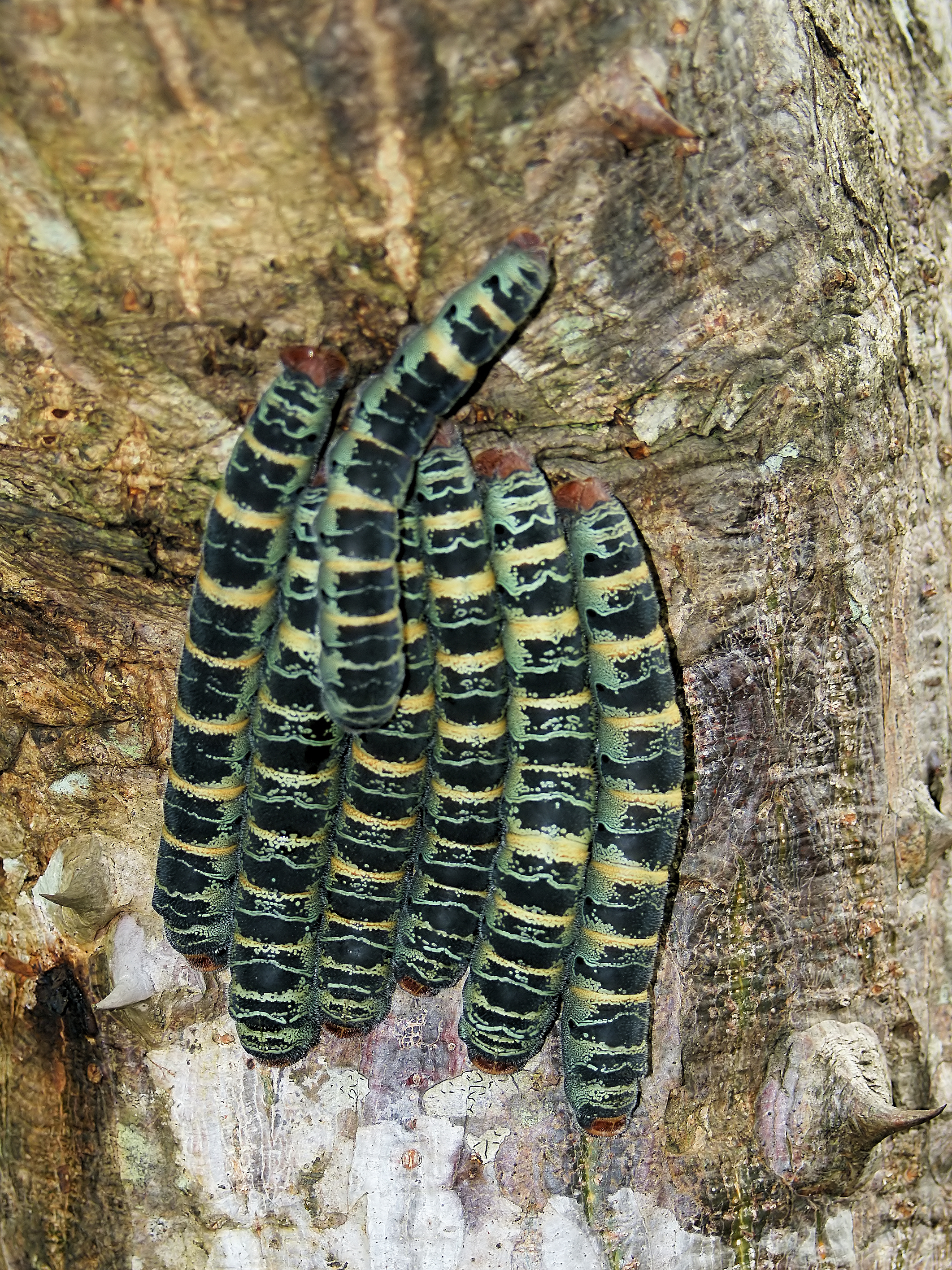
Cuetlas agrupadas en un árbol

### Lepidópteros (Lepidoptera)
Las especies de este orden se les conoce comúnmente como orugas, mariposas y polillas, principalmente.
- Cuetlas, cueclas, cuetlame, cuétano, pochocuil, tzapala, tzapula, xonocuil, xonocuilin, chiancuetla, tepolchichic o zatz[1] son los nombres comunes que se le da a una variedad de orugas gregarias de mariposa comestibles de las familias Saturniidae y Noctuidae que crecen en las plantas de chía, cuaulote, jonote y tlahuilote.[73] Se conocen 2 especies: Arsenura armida (Cramer, 1779) y Latebraria amphipyroides (Guenée, 1852).[33]
- Cuchamás o gusanos del palo verde (Paradirphia fumosa, Felder, 1874) son los nombres comunes que se le da a orugas de mariposa de la familia Saturniidae. Son populares tanto en Oaxaca como en Puebla. Su hábitat principal radica en los árboles de palo mantecoso o manteco (Parkinsonia praecox).[74][75]

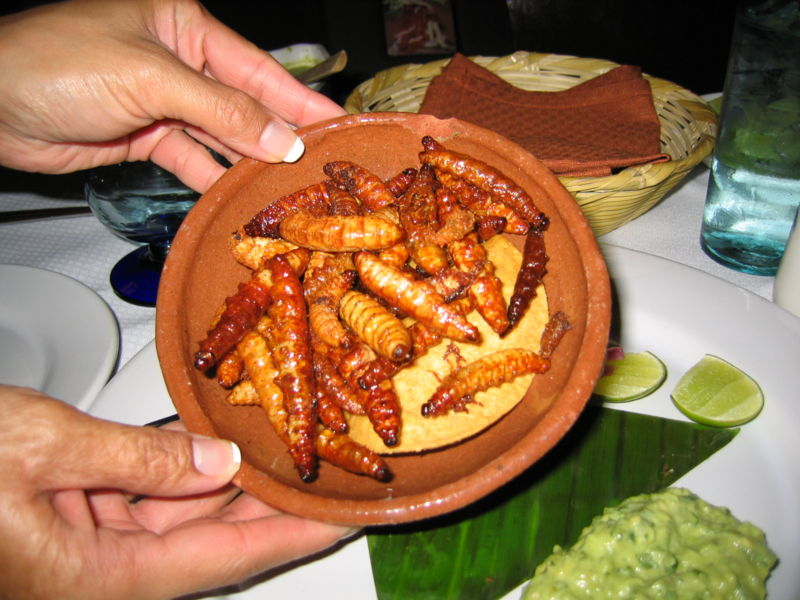
Gusanos de maguey en un restaurante en Polanco, en la Ciudad de México.

- Gusanos de maguey en un restaurante en Polanco, en la Ciudad de México.Cupiches (en el Estado de México), en náhuatl tzauhquiocuilin, en Michoacán reciben distintos nombres: Chamas (en Pátzcuaro), conduchas (en el resto del estado de Michoacán), huenches (en Zitácuaro), guinches o gusanos del madroño son los nombres comunes dados en México a las larvas de la mariposa (Eucheira socialis, Westwood, 1834) del madroño (Arbutus) pertenecientes a la familia Pieridae.[28]
- Gusanos del elote o cogolleros del maíz son 3 especies de insectos de la familia Noctuidae: Helicoverpa (Heliothis) zea (Boddie, 1850), Spodoptera exigua (Hübner, 1808) y Spodoptera frugiperda (Smith, 1797), muy conocidas en el ámbito agrícola por ser una plaga bastante importante que ataca a diversos cultivos de importancia económica, tales como maíz (Zea mays).[29][76][77]

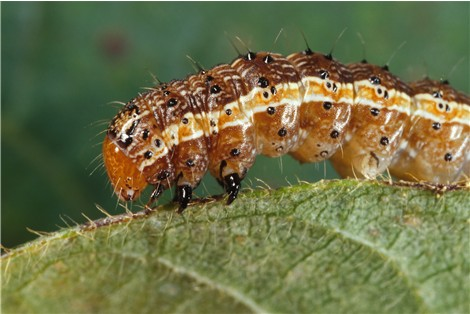
Gusano de elote (Spodoptera frugiperda)

- Gusano de elote (Spodoptera frugiperda)Gusanos de maguey son especies de larvas que se crían en las pencas (hojas) de las especies de la familia de agave. El término en realidad es el nombre popular de 3 especies principales: Aegiale (Acentrocneme) hesperiaris (Walker, 1856): Gusano blanco de maguey o meocuilin; Comadia redtenbacheri (Hammerschmidt, 1848), hay otros sinónimos científicos para esta especie: Bombyx agavis (Blásquez, 1870), Hypopta agavis tanto por (Blásquez, 1870)[78] como por (Ancona, 1931),[79] Hypopta chilodora (Dyar, 1910), Hypopta redtenbacheri (Dyar, 1937) y Zeuzera (Cossus) redtenbacheri (Hammerschmidt, 1848).[80] Y Xyleutes redtenbacheri (Hammerschmidt, 1848):[29] Chinicuil, chilocuil (del náhuatl chilocuilin "gusano de chile"), techol, metchikuil, o gusano rojo de maguey. Pertenecen a las familias Hesperiidae y Cossidae, respectivamente.
- Gusanos de los palos,[20][24] es también el nombre de 2 especies de insectos de las familias Hepialidae y Pieridae, y los géneros Phassus, principalmente: triangularis (Edwards, 1885) conocidos comúnmente como gusanillos, gusanos del tepozán o gusanos de la jarilla, siendo una especie de importancia fitosanitaria en los cultivos de jaúl (Alnus acuminata) debido a sus hábitos barrenadores, y se encuentra principalmente en México, y; Catasticta, principalmente: teutila (Doubleday, 1847) conocidos comúnmente como gusanos de muérdago, gusanos de capulín (Prunus) o mariposas amarillas.[81]
- Gusanos de nopal, gusanos blancos de nopal, gusanillos de nopal, o citlalocuili (del náhuatl: citlalocuili ‘Gusano estrella’‘citlalin, estrella; ocuili, gusano’) (Laniifera cyclades, Druce, 1895) son los nombres de un insecto de la subfamilia Spilomelinae, la familia Crambidae y la superfamilia Pyralidae. Estas se alimentan de las plantas del género Opuntia y se consideran una plaga.[29]
- Mariposa de la muerte, mariposa del muerto, muertera, en náhuatl sus nombres eran mictlanpapalotl (mariposa del país de los muertos), micpapalotl (mariposa de la muerte), miquipapalotl (mariposa de mala suerte) o tetzahupapalotl (mariposa del espanto) (Ascalapha odorata, Linnaeus, 1758), es un insecto de la familia Erebidae y el género Ascalapha. Se comen mayormente en su estado larvario.[33]
- Sacamiches o zacamiches, son los nombres comunes que recibe un insecto de la familia Saturniidae y el género Euleucophaeus (Hemileuca), especialmente: tolucensis (Walker).[82] Se consumen asados en su estado larval el centro de México.[20]

### Odonatos (Odonata)
| Nombre(s) común(es) | Descripción | Familia                                                     | Género        | Especie                        | Estado(s) de desarrollo comestible(s) | Imagen(es) |
| --- | --- | ----------------------------------------------------------- | ------------- | ------------------------------ | ------------------------------------- | ---------- |
| Las especies de este orden se les conoce comúnmente como anenez, caballitos del diablo, libélulas, padrecitos (en Estado de México), zurcidoras o zarcillas principalmente. | |                                                             |               |                                |                                       |            |
| - Aguaciles - Libélulas | Son insectos que se encuentran en las cercanías de lagos, charcos, ríos y tierras pantanosas, ya que sus ninfas son acuáticas. Son de consumo común en el Estado de México y Sonora. | - Aeshnoidea (superfamilia) - Aeschnidae (familia)          | Aeshna        | sp.                            | - Ninfas - Adultos                    |            |
| Libélulas gigantes | Son insectos que se encuentran en las cercanías de lagos, charcos, ríos y tierras pantanosas, ya que sus ninfas son acuáticas. Son de consumo común en el Estado de México y Sonora. | - Aeshnoidea (superfamilia) - Aeschnidae (familia)          | Anax          | sp.                            | - Ninfas - Adultos                    |            |
| Libélulas zurcidoras de ojos azules | Son insectos que se encuentran en las cercanías de lagos, charcos, ríos y tierras pantanosas, ya que sus ninfas son acuáticas. Son de consumo común en el Estado de México y Sonora. | - Aeshnoidea (superfamilia) - Aeschnidae (familia)          | Rhionaeschna  | multicolor (Hagen, 1861)       | - Ninfas - Adultos                    |            |
| Caballitos del diablo del alas angostas | Son insectos que se encuentran en las cercanías de lagos, charcos, ríos y tierras pantanosas, ya que sus ninfas son acuáticas. Son de consumo común en el Estado de México y Sonora. | - Coenagrionoidea (superfamilia) - Coenagrionidae (familia) | Enallagma     | praevarum (Hagen, 1861)        | - Ninfas - Adultos                    |            |
| Libélulas | Son insectos que se encuentran en las cercanías de lagos, charcos, ríos y tierras pantanosas, ya que sus ninfas son acuáticas. Son de consumo común en el Estado de México y Sonora. | - Coenagrionoidea (superfamilia) - Coenagrionidae (familia) | Ischnura      | denticollis (Burmeister, 1839) | - Ninfas - Adultos                    |            |
| Libélula rayadora de bandas angostas | Son insectos que se encuentran en las cercanías de lagos, charcos, ríos y tierras pantanosas, ya que sus ninfas son acuáticas. Son de consumo común en el Estado de México y Sonora. | - Libelluloidea (superfamilia) - Libellulidae (familia)     | Erythrodiplax | umbrata (Linnaeus, 1758)       | - Ninfas - Adultos                    |            |

### Ortópteros (Orthoptera)
| Nombre(s) común(es) | Descripción | Familia                                                     | Género        | Especie | Estado(s) de desarrollo comestible(s) | Imagen(es) |
| --- | --- | ----------------------------------------------------------- | ------------- | --- | ------------------------------------- | ---------- |
| Las especies de este orden se les conoce comúnmente como saltamontes, langostas y grillos, principalmente.                                           | |                                                             |               | |                                       |            |
| - Chapulines (del náhuatl chapōlin, de chapā[nia] ‘rebotar’, y ōlli ‘hule’, ‘insecto de que brinca como pelota de hule’) y saltamontes - Saltamontes | Son insectos nativos de México y Estados Unidos, y se ofrecen como botana, ofrecidos en las medidas de lata: sardina, atún o chiles.    | - Acridoidea (superfamilia) - Acrididae (familia)           | Arphia        | - conspersa (Scudder, 1875) - nietana (Saussure, 1861)                                                                         | - Ninfas - Adultos                    |            |
| - Chapulines (del náhuatl chapōlin, de chapā[nia] ‘rebotar’, y ōlli ‘hule’, ‘insecto de que brinca como pelota de hule’) y saltamontes - Saltamontes | Son insectos nativos de México y Estados Unidos, y se ofrecen como botana, ofrecidos en las medidas de lata: sardina, atún o chiles.    | - Acridoidea (superfamilia) - Acrididae (familia)           | Boopedon      | - diabolicum (Bruner, 1904) - flaviventris (Bruner, 1904) - rufipes (Hebard, 1932)                                             | - Ninfas - Adultos                    |            |
| - Chapulines (del náhuatl chapōlin, de chapā[nia] ‘rebotar’, y ōlli ‘hule’, ‘insecto de que brinca como pelota de hule’) y saltamontes - Saltamontes | Son insectos nativos de México y Estados Unidos, y se ofrecen como botana, ofrecidos en las medidas de lata: sardina, atún o chiles.    | - Acridoidea (superfamilia) - Acrididae (familia)           | Chromacris    | versicolor | - Ninfas - Adultos                    |            |
| - Chapulines (del náhuatl chapōlin, de chapā[nia] ‘rebotar’, y ōlli ‘hule’, ‘insecto de que brinca como pelota de hule’) y saltamontes - Saltamontes | Son insectos nativos de México y Estados Unidos, y se ofrecen como botana, ofrecidos en las medidas de lata: sardina, atún o chiles.    | - Acridoidea (superfamilia) - Acrididae (familia)           | Hesperotettix | viridis (Thomas, 1872) | - Ninfas - Adultos                    |            |
| - Chapulines (del náhuatl chapōlin, de chapā[nia] ‘rebotar’, y ōlli ‘hule’, ‘insecto de que brinca como pelota de hule’) y saltamontes - Saltamontes | Son insectos nativos de México y Estados Unidos, y se ofrecen como botana, ofrecidos en las medidas de lata: sardina, atún o chiles.    | - Acridoidea (superfamilia) - Acrididae (familia)           | Machaerocera  | mexicana (Saussure, 1859) | - Ninfas - Adultos                    |            |
| - Chapulines (del náhuatl chapōlin, de chapā[nia] ‘rebotar’, y ōlli ‘hule’, ‘insecto de que brinca como pelota de hule’) y saltamontes - Saltamontes | Son insectos nativos de México y Estados Unidos, y se ofrecen como botana, ofrecidos en las medidas de lata: sardina, atún o chiles.    | - Acridoidea (superfamilia) - Acrididae (familia)           | Melanoplus    | - differentialis (Thomas, 1865) - femurrubrum (De Geer, 1773) - gladstoni (Scudder, 1897) - mexicanus (Saussure, 1861)         | - Ninfas - Adultos                    |            |
| - Chapulines (del náhuatl chapōlin, de chapā[nia] ‘rebotar’, y ōlli ‘hule’, ‘insecto de que brinca como pelota de hule’) y saltamontes - Saltamontes | Son insectos nativos de México y Estados Unidos, y se ofrecen como botana, ofrecidos en las medidas de lata: sardina, atún o chiles.    | - Acridoidea (superfamilia) - Acrididae (familia)           | Opeia         | obscura (Thomas, 1872) | - Ninfas - Adultos                    |            |
| - Chapulines (del náhuatl chapōlin, de chapā[nia] ‘rebotar’, y ōlli ‘hule’, ‘insecto de que brinca como pelota de hule’) y saltamontes - Saltamontes | Son insectos nativos de México y Estados Unidos, y se ofrecen como botana, ofrecidos en las medidas de lata: sardina, atún o chiles.    | - Acridoidea (superfamilia) - Acrididae (familia)           | Rhammatocerus | maturius | - Ninfas - Adultos                    |            |
| - Chapulines (del náhuatl chapōlin, de chapā[nia] ‘rebotar’, y ōlli ‘hule’, ‘insecto de que brinca como pelota de hule’) y saltamontes - Saltamontes | Son insectos nativos de México y Estados Unidos, y se ofrecen como botana, ofrecidos en las medidas de lata: sardina, atún o chiles.    | - Acridoidea (superfamilia) - Acrididae (familia)           | Trachyrhachys | kiowa (Thomas, 1872) | - Ninfas - Adultos                    |            |
| - Chapulines (del náhuatl chapōlin, de chapā[nia] ‘rebotar’, y ōlli ‘hule’, ‘insecto de que brinca como pelota de hule’) y saltamontes - Saltamontes | Son insectos nativos de México y Estados Unidos, y se ofrecen como botana, ofrecidos en las medidas de lata: sardina, atún o chiles.    | - Acridoidea (superfamilia) - Acrididae (familia)           | Trimerotropis | pallidipennis (Burmeister, 1838)                                                                                               | - Ninfas - Adultos                    |            |
| - Chapulines (del náhuatl chapōlin, de chapā[nia] ‘rebotar’, y ōlli ‘hule’, ‘insecto de que brinca como pelota de hule’) y saltamontes - Saltamontes | Son insectos nativos de México y Estados Unidos, y se ofrecen como botana, ofrecidos en las medidas de lata: sardina, atún o chiles.    | - Acridoidea (superfamilia) - Acrididae (familia)           | Xanthippus    | - corallipes (Haldeman, 1852) - corallipes zapotecus (Saussure, 1884)                                                          | - Ninfas - Adultos                    |            |
| - Chapulines (del náhuatl chapōlin, de chapā[nia] ‘rebotar’, y ōlli ‘hule’, ‘insecto de que brinca como pelota de hule’) y saltamontes - Saltamontes | Son insectos nativos de México y Estados Unidos, y se ofrecen como botana, ofrecidos en las medidas de lata: sardina, atún o chiles.    | - Pyrgomorphoidea (superfamilia) - Pyrgomorphidae (familia) | Sphenarium    | - histrio (Gerstäcker, 1884) - magnum (Márquez Mayaudón, 1962) - mexicanum (Saussure, 1859) - purpurascens (Charpentier, 1845) | - Ninfas - Adultos                    |            |
| - Chapulines (del náhuatl chapōlin, de chapā[nia] ‘rebotar’, y ōlli ‘hule’, ‘insecto de que brinca como pelota de hule’) y saltamontes - Saltamontes | Son insectos nativos de México y Estados Unidos, y se ofrecen como botana, ofrecidos en las medidas de lata: sardina, atún o chiles.    | - Acridoidea (superfamilia) - Romaleidae (familia)          | Brachystola   | magna (Girard, 1854) | - Ninfas - Adultos                    |            |
| - Chapulines (del náhuatl chapōlin, de chapā[nia] ‘rebotar’, y ōlli ‘hule’, ‘insecto de que brinca como pelota de hule’) y saltamontes - Saltamontes | Son insectos nativos de México y Estados Unidos, y se ofrecen como botana, ofrecidos en las medidas de lata: sardina, atún o chiles.    | - Acridoidea (superfamilia) - Romaleidae (familia)          | Taeniopoda    | - auricornis (Walker, 1870) - eques (Burmeister, 1838)                                                                         | - Ninfas - Adultos                    |            |
| - Esperanzas - Saltamontes hoja - Saltamontes longicornios                                                                                           | Son insectos donde mayoría son nocturnos y producen estridentes llamados. Es común oirlos en las noches de verano y otoño temprano.     | - Tettigonioidea (superfamilia) - Tettigoniidae (familia)   | Microcentrum  | - rhombifolium (Saussure, 1859) - stylatum (Hebard, 1932) - suave (Hebard, 1923) - totonacum (Saussure, 1859)                  | - Ninfas - Adultos                    |            |
| - Esperanzas - Saltamontes hoja - Saltamontes longicornios                                                                                           | Son insectos donde mayoría son nocturnos y producen estridentes llamados. Es común oirlos en las noches de verano y otoño temprano.     | - Tettigonioidea (superfamilia) - Tettigoniidae (familia)   | Petaloptera   | zandala (Saussure, 1859) | - Ninfas - Adultos                    |            |
| - Esperanzas - Saltamontes hoja - Saltamontes longicornios                                                                                           | Son insectos donde mayoría son nocturnos y producen estridentes llamados. Es común oirlos en las noches de verano y otoño temprano.     | - Tettigonioidea (superfamilia) - Tettigoniidae (familia)   | Stilpnochlora | - thoracica (Serville, 1831) - azteca (Saussure, 1859)                                                                         | - Ninfas - Adultos                    |            |
| - Grillos - Grillos domésticos | Son insectos de hábitos nocturnos. Algunas especies se encuentran en las casas y se distribuyen en zonas templadas y tropicales.        | - Grylloidea (superfamilia) - Gryllidae (familia)           | Acheta        | domesticus (L., 1758) | - Ninfas - Adultos                    |            |
| Langostas | Son insectos traídos de Europa, Asia y África. A pesar de que han formado plagas desde la prehistoria, pueden capturarse como alimento. | - Acridoidea (superfamilia) - Acrididae (familia)           | Schistocerca  | - gregaria (Forsskål, 1775) - paranensis (Burmeister, 1861)                                                                    | - Ninfas - Adultos                    |            |

### Otros órdenes

#### Efemerópteros (Ephemeroptera)
| Nombre(s) común(es)                    | Descripción | Familia                                               | Género   | Especie | Estado(s) de desarrollo comestible(s) | Imagen(es) |
| -------------------------------------- | --- | ----------------------------------------------------- | -------- | ------- | ------------------------------------- | ---------- |
| - Efémeras - Efímeras - Moscas de mayo | Son insectos acuáticos que se crían en una amplia variedad de aguas como lagos, arroyos, acequias e incluso cisternas, en este caso, se encuentran en zonas lacustres de la cuenca de México donde se les consume. Pueden alimentarse a través de la depredación, la necrofagia o a base de algas. | - Baetoidea (superfamilia) - Baetidae (familia)       | Baetis   | sp.     | - Ninfas - Adultos                    |            |
| - Efémeras - Efímeras - Moscas de mayo | Son insectos acuáticos que se crían en una amplia variedad de aguas como lagos, arroyos, acequias e incluso cisternas, en este caso, se encuentran en zonas lacustres de la cuenca de México donde se les consume. Pueden alimentarse a través de la depredación, la necrofagia o a base de algas. | - Ephemeroidea (superfamilia) - Ephemeridae (familia) | Ephemera | sp.     | - Ninfas - Adultos                    |            |

#### Megalópteros (Megaloptera)
| Nombre(s) común(es)                                                                               | Descripción | Familia                                                                           | Género    | Especie                   | Estado(s) de desarrollo comestible(s) | Imagen(es) |
| ------------------------------------------------------------------------------------------------- | --- | --------------------------------------------------------------------------------- | --------- | ------------------------- | ------------------------------------- | ---------- |
| - Acolótl (del náhuatl: Acolótl ‘Alacrán de agua’‘atl, agua; colotl, alacrán’) - Manfes - Patudos | Son insectos acuáticos distribuidos por América del Norte cerca de aguas limpias como los ríos y arroyos, e incluso pantanos de flujo rápido en los que se desarrollan sus larvas, siendo indicadores ambientales. Son depredadoras de animales acuáticos y caníbales. Se consumen en algunas zonas de la Cuenca de México como Estado de México, así como en Morelos. | - Hemerobioidea (superfamilia) - Corydalidae (familia) - Corydalinae (subfamilia) | Corydalus | cornutus (Linnaeus, 1758) | - Larvas - Pupas - Adultos            |            |
| - Acolótl (del náhuatl: Acolótl ‘Alacrán de agua’‘atl, agua; colotl, alacrán’) - Manfes - Patudos | Son insectos acuáticos distribuidos por América del Norte cerca de aguas limpias como los ríos y arroyos, e incluso pantanos de flujo rápido en los que se desarrollan sus larvas, siendo indicadores ambientales. Son depredadoras de animales acuáticos y caníbales. Se consumen en algunas zonas de la Cuenca de México como Estado de México, así como en Morelos. | - Hemerobioidea (superfamilia) - Corydalidae (familia) - Corydalinae (subfamilia) | Corydalus | texanus (Banks, 1903)     | - Larvas - Pupas - Adultos            |            |

#### Psocópteros/Psocodeos (Psocoptera/Psocodea)
| Nombre(s) común(es)                                   | Descripción | Familia                                           | Género    | Especie                 | Estado(s) de desarrollo comestible(s) | Imagen |
| ----------------------------------------------------- | --- | ------------------------------------------------- | --------- | ----------------------- | ------------------------------------- | ------ |
| - Piojos (de corteza, de libros, humanos y parásitos) | Son insectos parásitos del ser humano, que infesta especialmente niños y adolescentes provocando pediculosis. Son consumidos en Oaxaca, más con fines preventivos que gastronómicos, principalmente para evitar contagios entre individuos de las comunidades, especialmente entre los indígenas triqui. | - Anoplura (superfamilia) - Pediculidae (familia) | Pediculus | humanus (Haeckel, 1896) | - Ninfas - Adultos                    |        |

#### Tricópteros (Trichoptera)
| Nombre(s) común(es)        | Descripción | Familia                                                  | Género      | Especie                   | Estado(s) de desarrollo comestible(s) | Imagen(es) |
| -------------------------- | --- | -------------------------------------------------------- | ----------- | ------------------------- | ------------------------------------- | ---------- |
| - Frigáneas - Cargapalitos | Son insectos acuáticos que viven dentro de pequeños estuches en forma de tubo que ellas mismas fabrican a base de seda a la que adhieren granos de arena, restos vegetales, etc. Los adultos son voladores, y se caracterizan por presentar dos pares de alas cubiertas de pelos. | - Hydropsychidae (familia) - Hydropsychinae (subfamilia) | Hydropsyche | sp.                       | - Larvas - Pupas - Adultos            |            |
| - Frigáneas - Cargapalitos | Son insectos acuáticos que viven dentro de pequeños estuches en forma de tubo que ellas mismas fabrican a base de seda a la que adhieren granos de arena, restos vegetales, etc. Los adultos son voladores, y se caracterizan por presentar dos pares de alas cubiertas de pelos. | - Leptoceroidea (superfamilia) - Leptoceridae (familia)  | Oecetis     | disjuncta (Banks, 1920)   | - Larvas - Pupas - Adultos            |            |
| - Frigáneas - Cargapalitos | Son insectos acuáticos que viven dentro de pequeños estuches en forma de tubo que ellas mismas fabrican a base de seda a la que adhieren granos de arena, restos vegetales, etc. Los adultos son voladores, y se caracterizan por presentar dos pares de alas cubiertas de pelos. | - Leptoceroidea (superfamilia) - Leptoceridae (familia)  | Leptonema   | albovirens (Walker, 1852) | - Larvas - Pupas - Adultos            |            |
| - Frigáneas - Cargapalitos | Son insectos acuáticos que viven dentro de pequeños estuches en forma de tubo que ellas mismas fabrican a base de seda a la que adhieren granos de arena, restos vegetales, etc. Los adultos son voladores, y se caracterizan por presentar dos pares de alas cubiertas de pelos. | - Phryganeoidea (superfamilia) - Phryganeidae (familia)  | Phryganea   | sp.                       | - Larvas - Pupas - Adultos            |            |

## Arácnidos comestibles
Si bien los arácnidos (Arachnida), no son insectos, a menudo se los incluye en la definición de entomofagia, junto con otros artrópodos distintos de los insectos. 

## Valor nutricional
Los insectos son altos en nutrientes, las culturas prehispánicas comían una enorme variedad sin percatarse de su gran aporte en proteína, ácidos grasos poliinsaturados, lípidos, sales minerales como el hierro, calcio, fósforo, magnesio y sodio, vitaminas del complejo B y vitaminas A, C y D, aminoácidos esenciales y aminoácidos de calidad, superando en proteínas, a las contenidas en carnes como la res o el pollo, y en otros productos con alto contenido proteico como el maíz, las lentejas, el frijol, la soya y el huevo.
El aporte nutrimental de los insectos comestibles depende del tipo de desarrollo y la metamorfosis del insecto y se clasifican como:
- Hemimetábolos/Paurometábolos: Es la metamorfosis gradual e incompleta en la cual las pterotecas y los órganos sexuales se van desarrollando poco a poco, si bien las diferentes fases juveniles son semejantes entre sí y el adulto, los cambios en la última muda son más marcados (por ejemplo, la aparición de alas); Incluye únicamente 3 fases: huevo, ninfa e imago/adulto. Es común en insectos como chinches, grillos y saltamontes, y son consumidas en etapa adulta en su mayoría, que en sus etapas de ninfa o huevo.[93]
- Holometábolos: Es la metamorfosis completa, en la cual los tejidos del adulto se originan a partir de grupos especiales de células llamadas discos imaginales, durante un estado del ciclo de vida conocida como pupa. Incluye 4 etapas (huevo, larva, pupa y adulto). Es común en insectos como las hormigas, abejas, escarabajos y mariposas, en su mayoría son ingeridas en su etapa larval y pupal, en su minoría en cambio, son ingeridas en estado de huevo y adulto.[93]

En ambos tipos de desarrollo de los insectos, especialmente en los insectos sociales, muchas veces se mezclan todos los estados de desarrollo al recolectarlos e ingerirlos.

## Eventos gastronómicos
A nivel estatal y nacional se llevan a cabo, eventos gastronómicos donde se busca aprovechar los conocimientos y técnicas tradicionales, así como la flora y fauna en los lugares donde se realizan así como impartir talleres y conferencias sobre turismo, artesanías, costumbres, tradiciones, actividades artísticas y culturales y de formación en estos temas. El uso de los insectos es común en muchos de estos eventos. 

### Muestra Gastronómica de Santiago de Anaya
Se realiza el primer fin de semana de abril, y en él se presentan platillos exóticos de animales y plantas, así como una gran diversidad de bebidas que son parte de la fauna y flora del estado de Hidalgo, en el caso de los insectos, destacan principalmente los chahuis, los chapulines, los escamoles, los meocuilines y chinicuiles (gusanos de maguey), xotlinilli o jumiles y los chagüis o xamoes, chinchetas, etc. que son preparados vivos para diversos platillos como salsas, tacos, tortas, tamales, guisados, entre otros.

## Regulación y marco legal
Aunque los insectos comestibles son una excelente opción para la dieta humana, aún se tienen problemas para su promoción dado que no existe una Norma Oficial Mexicana que regularice sus procesos de producción, recolección y distribución.[cita requerida]
Actualmente, se busca aprovechar de forma sustentable a estos organismos, debido a que se han detectado afectaciones en las poblaciones de algunas de estas especies, a causa de la explotación indiscriminada. Sobre esto, Julieta Ramos-Elorduy y Blásquez menciona:

...y desgraciadamente, la Secretaría de Medio Ambiente y Recursos Naturales (SEMARNAT) no ha hecho caso, en cuanto a la explotación y comercialización de los insectos comestibles.

El uso de insectos como ingrediente en los alimentos tradicionales en lugares como Hidalgo, ha sido en una escala lo suficientemente grande como para provocar la disminución de sus poblaciones.